# Rubén W. Cavallotti
 Rubén W. Cavallotti va ser un director de cinema uruguaià que va néixer a Montevideo, l'Uruguai el 6 d'octubre de 1924 i va morir a Buenos Aires, Argentina el 16 de maig de 1999, país en el qual va desenvolupar la seva carrera vinculada al cinema.

## La seva relació amb el cinema
Atret de ben jove pel cinema –va començar, segons va dir, col·leccionant figures i fotografies d'astres i estrelles de Hollywood-va viatjar a Buenos Aires i va aconseguir treballar com a ajudant del llavors assistent de direcció Hugo Fregonese, que li va facilitar l'ingrés en l'empresa Artistas Argentinos Asociados. Va anar perfeccionant els seus coneixements com a assistent de grans directors com Lucas Demare, Fernando Ayala, Ernesto Arancibia, Enrique Cahen Salaberry, el francès Pierre Chenal i el ja nomenat Fregonese, fins a aconseguir el seu debut com a director en 1957 a Cinco gallinas y el cielo, una pel·lícula episòdica amb guió d'Agustín Cuzzani i actuació de Narciso Ibáñez Menta, que va conquistar premis en els festivals de Karlovy Vary i Sant Sebastià.
A l'any següent va dirigir Procesado 1040, també amb Ibáñez Menta i amb actuacions elogiades per la crítica de Walter Vidarte i Tito Alonso. En la seva producció posterior va haver-hi títols de gran repercussió popular però sense xaroneria, com Luna Park, Una máscara para Ana i Convención de vagabundos, entre d'altres. També va dirigir pel·lícules per a especial lluïment de cantants, com Rodolfo Zapata a La gorda, Sandro a Subí que te llevo i a diverses figures del folklore a la seva darrera pel·lícula, Mire que es lindo mi país.
Cavallotti, qui també avia exercit com a director de l'escola de cinema de l'Instituto Nacional de Cine y Artes Audiovisuales, va sofrir un problema circulatori que el va marginar de tota l'activitat artística i va morir a Buenos Aires, l'Argentina, el 16 de maig de 1999.

## Filmografia
Director
- Mire que es lindo mi país (1981)
- Subí que te llevo (1980)
- Flor de piolas (1969)
- Um Sonho de Vampiros (1969)
- Una máscara para Ana (1966)
- La gorda (1966)
- Convención de vagabundos (1965)
- Viaje de una noche de verano (1965)
- Mujeres perdidas (1964)
- Bettina (1964)
- El bruto (1962)
- El romance de un gaucho (1961)
- Don Frutos Gómez (1961)
- Luna Park (1960)
- Gringalet (1959)
- Procesado 1040 (1958)
- Cinco gallinas y el cielo (1957)

Assistent del director
- Los tallos amargos (1956) dir. Fernando Ayala
- Pájaros de cristal (1955) dir. Ernesto Arancibia
- Sucedió en Buenos Aires (1954) dir. Enrique Cahen Salaberry
- Los isleros (1951) dir. Lucas Demare
- La culpa la tuvo el otro (1950) dir. Lucas Demare
- Pampa bárbara (1945) dir. Hugo Fregonese i Lucas Demare
- El muerto falta a la cita (1944) dir. Pierre Chenal
- La guerra gaucha (1942) dir. Lucas Demare